# Irische EU-Ratspräsidentschaft 2013
Die irische Ratspräsidentschaft bezeichnete den Vorsitz der Republik Irland im Ministerrat der EU für die erste Jahreshälfte 2013. Damit begann Irland eine neue Trio-Ratspräsidentschaft mit Litauen und Griechenland. Irland hatte im Jahr 2013 das siebte Mal den Ratsvorsitz (nach 1975, 1979, 1984, 1990, 1996, 2004).

## Prioritäten der irischen Ratspräsidentschaft
Erstes Ziel der irischen Ratspräsidentschaft war es, Stabilität, Arbeitsplätze und Wachstum zu fördern. Während der Präsidentschaft sollten daher ein stabiles Wirtschaftswachstum, Wettbewerbsfähigkeit und Beschäftigung forciert werden. Im Mittelpunkt sollte ebenfalls der Abschluss der Verhandlungen zum mehrjährigen Finanzrahmen stehen. Die digitale Agenda und die Vollendung des gemeinsamen Asylsystems waren ebenso prioritär.
Die Website der irischen EU-Ratspräsidentschaft steht in den drei Arbeitssprachen der Europäischen Union – in Deutsch, Englisch und Französisch, sowie in der Amtssprache der Republik Irland, Irisch, zur Verfügung (siehe auch Amtssprachen der Europäischen Union).

## Logo
Wie bereits die Ratspräsidentschaft von Zypern im zweiten Halbjahr 2012 verwendete Irland ein eigenes Logo. Das Logo kombiniert altirische, europäische und lokale Symbole in stilisierter Form. Der grafische Teil des Logos stellt vier blaue „e“ in einer endlosen spiralförmigen Verschmelzung und in Anlehnung an alte grafische Symbole (Knotenmuster und keltische Spirale) dar. Durch die endlose Verknüpfung der „e“ soll auch auf eine harmonische Zusammenarbeit hingewiesen werden. Das „e“ steht einerseits für die EU-Mitgliedstaaten, andererseits für irisch (gälisch) Éire [ˈeːrʲə], den amtliche Namen Irlands. Die vierfache Wiederholung verweist auf die vier Jahrzehnte der Mitgliedschaft Irlands in der EU (Beitritt am 1. Januar 1973). Die Kreisform wurde im Hinblick auf die rotierende Mitgliedschaft des Vorsitzes im Rat der Europäischen Union gewählt.
Rechts neben dem Logo wird in Irisch und Englisch auf die Ratspräsidentschaft hingewiesen (irisch: „Uachtaránacht na hÈireann ar Chomhairle an Aontais Eorpaigh“. englisch: „Irish Presidency of the Council of the European Union“). Darunter ist die offizielle Internetadresse der Ratspräsidentschaft verkürzt wiedergegeben.